# Saint-Philippe-du-Seignal
Saint-Philippe-du-Seignal ist eine französische Gemeinde mit 498 Einwohnern (1. Januar 2022) im Département Gironde in der Region Nouvelle-Aquitaine.

## Geografie
Saint-Philippe-du-Seignal liegt 15 Kilometer westlich von Bergerac, nah dem Fluss Dordogne im Weinbaugebiet Sainte-Foy-Bordeaux. An der östlichen Gemeindegrenze verläuft das Flüsschen Seignal.

## Bevölkerungsentwicklung
| Jahr      | 1962 | 1968 | 1975 | 1982 | 1990 | 1999 | 2006 | 2017 |
| Einwohner | 227  | 249  | 289  | 342  | 389  | 394  | 453  | 476  |

## Sehenswürdigkeiten

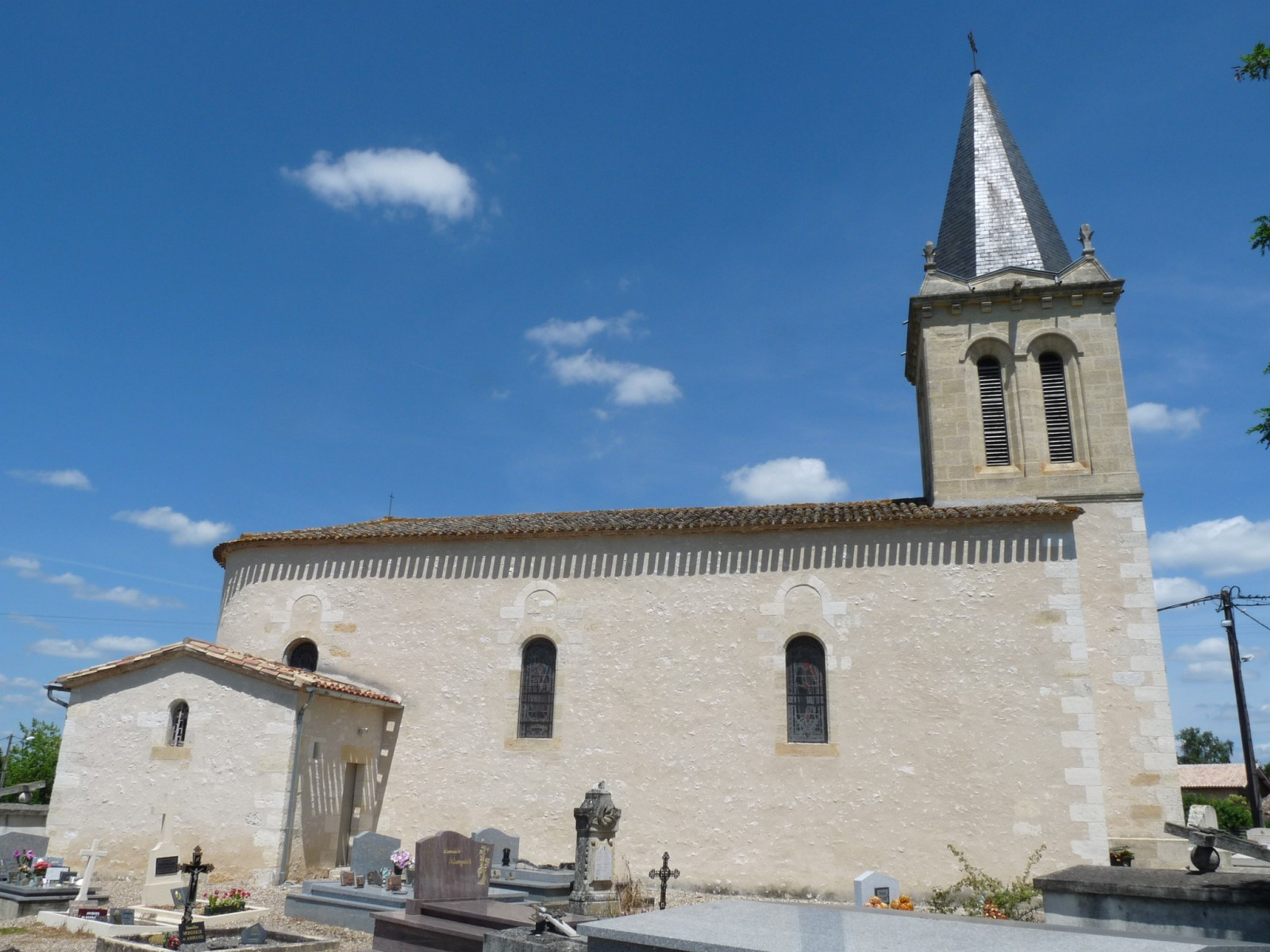
Kirche Saint-Philippe

- Kirche Saint-Philippe